# روزبه فراهانی‌پور
روزبه فراهانی‌پور (۲۵ تیر ۱۳۵۰ در تهران -) دبیرکل حزب مرز پرگهر، نویسنده، 
ریاست اتاق بازرگانی غرب  لس آنجلس،
روزنامه‌نگار و فعال مدنی، اجتماعی و فرهنگی است.

## زندگی
روزبه فراهانی‌پور در سال ۱۳۵۰ در تهران زاده شد. وی تحصیلات خود را در تهران ادامه داد و در سال ۱۳۷۲ سردبیر ماهنامه وهومن شد. در ۱۷ تیرماه سال ۱۳۷۷ با تعدادی از روزنامه‌نگاران و جوانان ملی‌گرا، حزب مرز پرگهر را سامان داد که به فعالیت‌های سیاسی، فرهنگی، اجتماعی و مدنی پرداختند. از مهمترین شاخصه‌های این حزب نقش برجسته در قیام پنج‌روزه پس از ۱۸ تیر، دفاع از نام خلیج فارس و کارزار علیه نشنال جغرافی بود.

در جریان تیرماه ۱۳۷۸، با حملهٔ مأموران لباس‌شخصی وزارت اطلاعات به منزل وی هنگام برگزاری جلسهٔ حزب، همهٔ افراد بازداشت (۱۲ عضو مرز پرگهر و دو وزیر دولت قانونی برهان‌الدین ربانی) و به زندان توحید منتقل شدند. بر اساس گزارش دفتر رسمی انتشارات دولت ایالات متحده اسامی بازداشت شدگان در گزارشی اعلام شد. وزارت اطلاعات جمهوری اسلامی ایران در اطلاعیه شماره ۵ و ۶ از روزبه فراهانی پور به عنوان «عناصر آشوب طلب» نام برد که «دستگیر و در بازداشت به سر می‌برد». و

پس از بازداشت و آزادی کوتاه‌مدت وی به دلیل تهدید به اعدام ناچار از ایران خارج شد و به ادامهٔ فعالیت سیاسی خود پرداخت و اکنون در ایالت کالیفرنیا، شهر لس آنجلس ساکن است. وی عضو شورای محلی منطقهٔ وست وود لس آنجلس و نمایندهٔ منتخب مردم در شورای مشاوران شهر لس آنجلس، منطقهٔ وست وود و ریاست اتاق بازرگانی غرب لس آنجلس و عضو هیئت مدیرهٔ فدراسیون بازرگانان شهرستان لس آنجلس و عضو هیئت‌مدیرهٔ کتابخانهٔ دولتی منطقهٔ وست وود و نیز عضو و مدیر برنامه‌ریزی گروه روتاری وست وود در شهر لس آنجلس می‌باشد. و و و و.
در آگوست سال ۲۰۱۶ از سوی کمیسیون حقوق بشر سازمان ملل متحد روزبه فراهانی پور یکی از کاندایدهای جانشینی احمد شهید به عنوان گزارشگر ویژه حقوق بشر معرفی شد.

## فعالیت‌ها

### سیاست
وی بنیانگذار حزب مرز پرگهر بود که در سال ۱۳۹۱ برای پیشبرد اهداف این حزب به جنبش تغییر ماهیت داد.

### زندان
زندان اوین ۱۳۷۰ (قرنطینه ۳ روز)؛ زندان اوین(۱۳۷۳ به مدت ۲۶ روز)؛ زندان توحید ۱۳۷۸ از ۲۲ تیر تا ۲۸ مرداد، آزادی با قید وثیقه با کمک برهان‌الدین ربانی و احمد شاه مسعود.

### کتاب‌ها
- استاندارد صحافی سنتی (پوشینه‌گری)، تهران: وزارت کار و امور اجتماعی
- استاندارد صحافی مدرن (پوشینه‌گری)، تهران: وزارت کار و امور اجتماعی
- دیکتاتور کیه، ناشر: مرسا، با تصویرگری داوود احمدی مونس (آروین)[۱۱]
- گروه فشار چیه، ناشر: آرتا، با تصویرگری داوود احمدی مونس (آروین)[۱۲]
- قتل فروهرها، ناشر: شرکت کتاب
- مجموعه مقالات ایران‌شناسی، ناشر: مرسا[۱۳]

## عضویت در شوراها و کانسل‌ها
وی در سال ۲۰۱۰ در انتخابات شورای مشاوران شهر لس آنجلس در منطقهٔ وست وود شرکت کرد و با کسب بالاترینِ آرا به عنوان نمایندهٔ تجار و کسبهٔ وست وود وارد شد. همچنین در سال ۲۰۱۲ و ۲۰۱۴.

## جوایز
- کسب عنوان قهرمان سال ۲۰۱۴ از سوی مجلس سنای کالیفرنیا[۱۵]
- کسب عنوان قهرمان سال ۲۰۱۵ از سوی مجلس سنای کالیفرنیا[۱۶]
- تقدیرنامه از مجلس ایالتی کالیفرنیا در سال ۲۰۰۶
- تقدیرنامه از حزب جمهوری‌خواه در جنوب کالیفرنیا در سال ۲۰۰۹
- تقدیرنامه از انجمن پال هریس گروه روتاری در سال ۲۰۱۵
- تقدیرنامه از شهر لس آنجلس در سال ۲۰۱۴ به خاطر فعالیت و عضویت در شورای مشاوران شهر لس آنجلس در وست وود
- تقدیرنامه از شهر لس آنجلس در سال ۲۰۱۵ به خاطر فعالیت و عضویت در هیئت‌مدیرهٔ کتابخانهٔ وست وود
- تقدیرنامه از شهر لس آنجلس در سال ۲۰۱۵ به خاطر فعالیت عضویت و ریاست اتاق بازرگانی غرب لس آنجلس.